# Kolumna Maryjna w Prudniku
Kolumna Maryjna w Prudniku – późnobarokowa kolumna maryjna wykonana w Prudniku w 1694.

## Historia
Kolumna została ufundowana w 1694 roku w celu uczczenia ofiar epidemii dżumy w 1625 roku mocą zapisu testamentowego przez notariusza miejskiego i radnego Piotra Ortmana, gdzie wykonawcą jego ostatniej woli była żona – Elżbieta z domu Nentwig. Została zaprojektowana przez Johanna Melchiora Österreicha, który wzorował się na kolumnie maryjnej w Monachium. Kolumna była miejscem manifestacji religijnych i patriotycznych. Pod kolumną przychodziły procesje z kościoła parafialnego i pielgrzymki choleryczne do głogóweckiego kościoła franciszkanów.
Kolumna w ciągu swojej historii była wielokrotnie remontowana, a fragmenty rzeźb na nowo sztukowane. W 2002 przeszła generalną odnowę, którą zajął się Lesław Niziński. Pod koniec sierpnia 2022, wskutek działania zmiennych warunków atmosferycznych, od figury Matki Bożej odpadła kamienna dłoń z berłem. Uszkodzony fragment został zabezpieczony i poddany naprawie.

## Opis
Została wykonana z marmuru i kamienia piaskowego.Kolumna jest usytuowana w północno-zachodniej części Rynku w Prudniku. Na szczycie kolumny znajduje się figura Matki Boskiej, która w prawej ręce dzierży berło, a lewą podtrzymuje Dzieciątko. Na jej skroniach spoczywa korona. Prawa dłoń Jezusa złożona jest w geście błogosławieństwa, a w lewej trzyma jabłko królewskie. Na czterech ścianach cokołu kolumny rozmieszczone są okrągłe medaliony z płaskorzeźbami św. Józefa z Nazaretu, św. Anny z Maryją oraz św. Jana Nepomucena. Na narożnikach cokołu znajdują się rzeźby Michała Archanioła, Rafała Archanioła, Gabriela Archanioła i Anioła Stróża z dzieckiem.

## Galeria

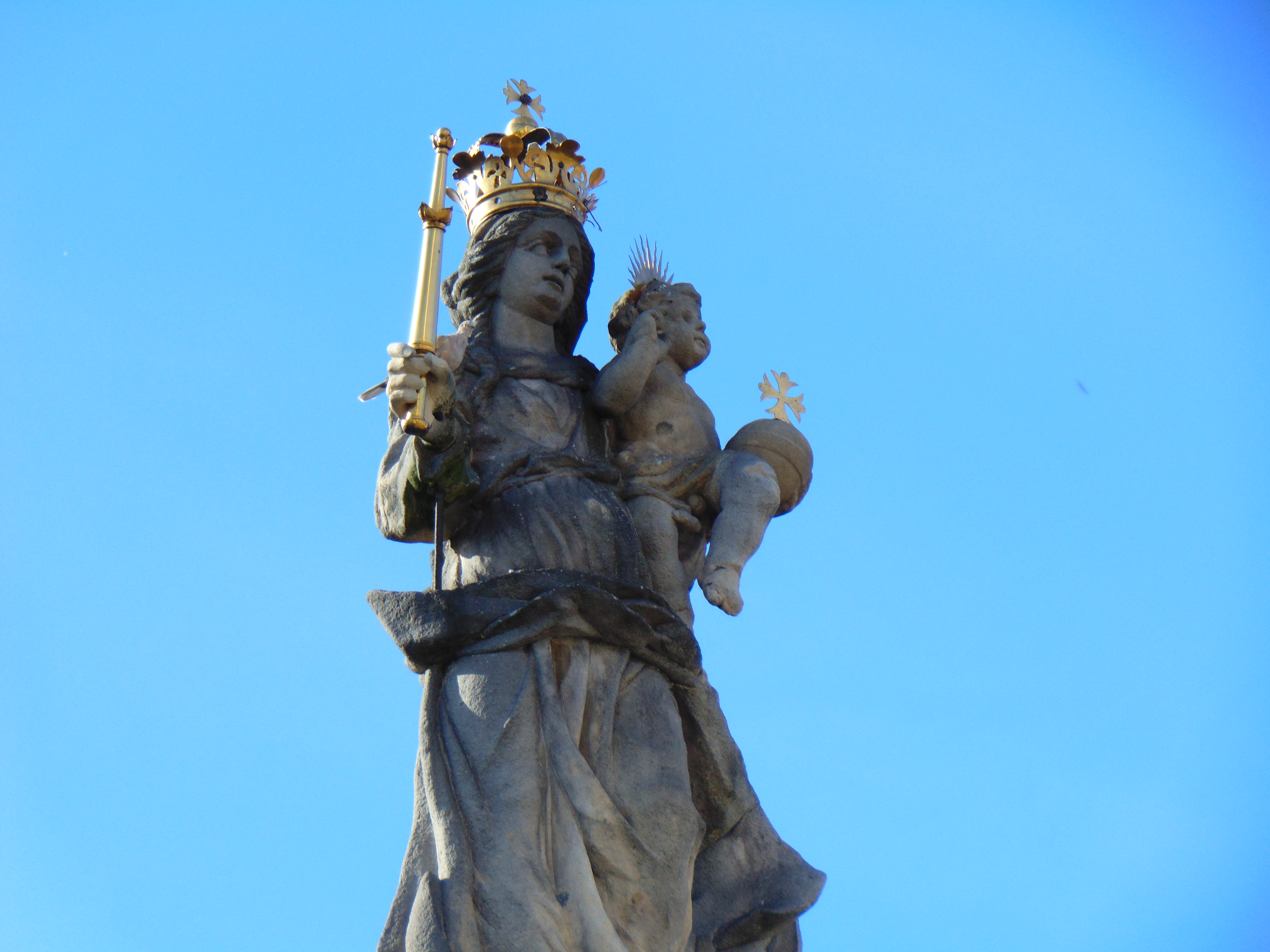
Figura Maryi z Dzieciątkiem
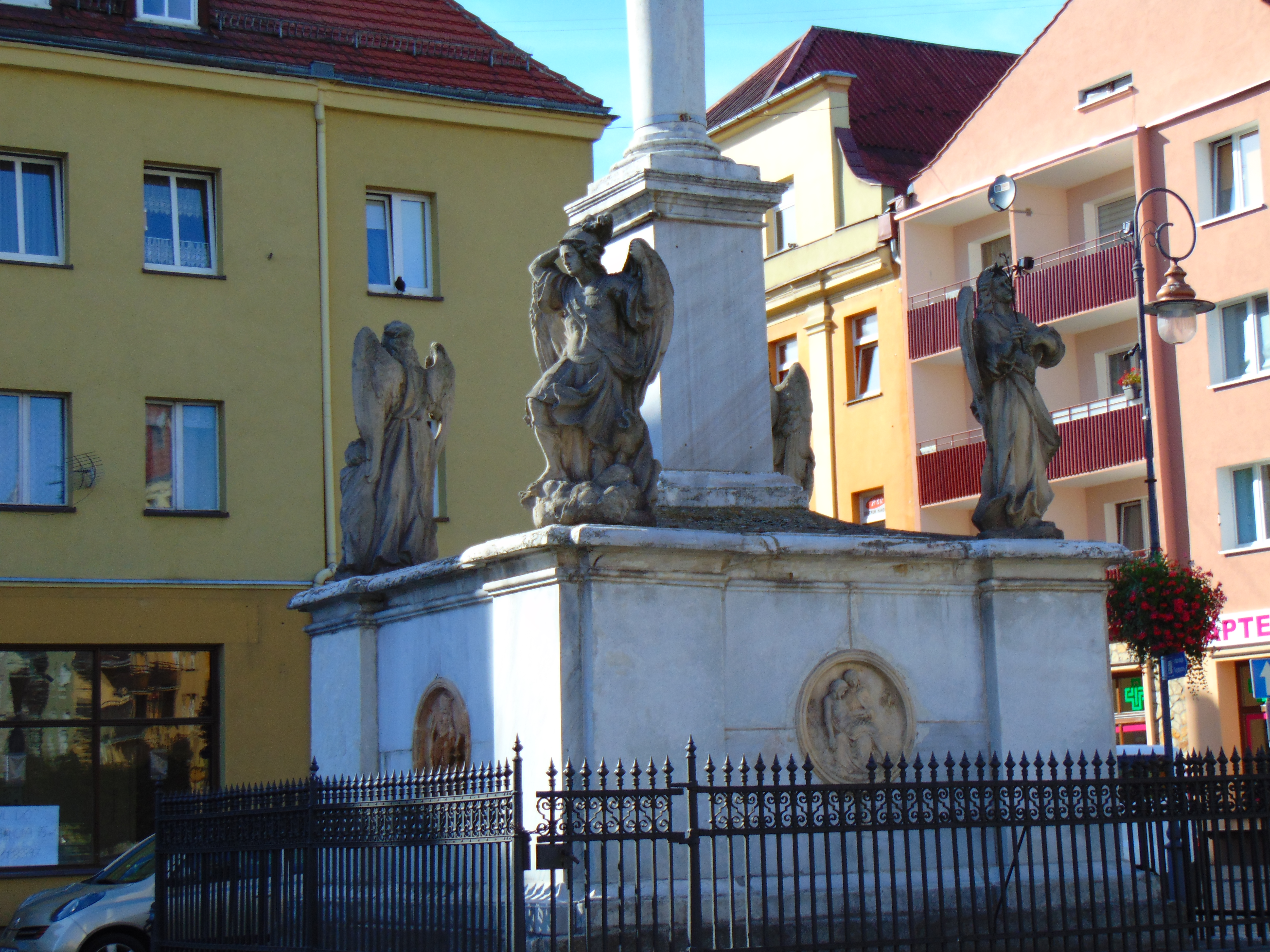
Cokół kolumny
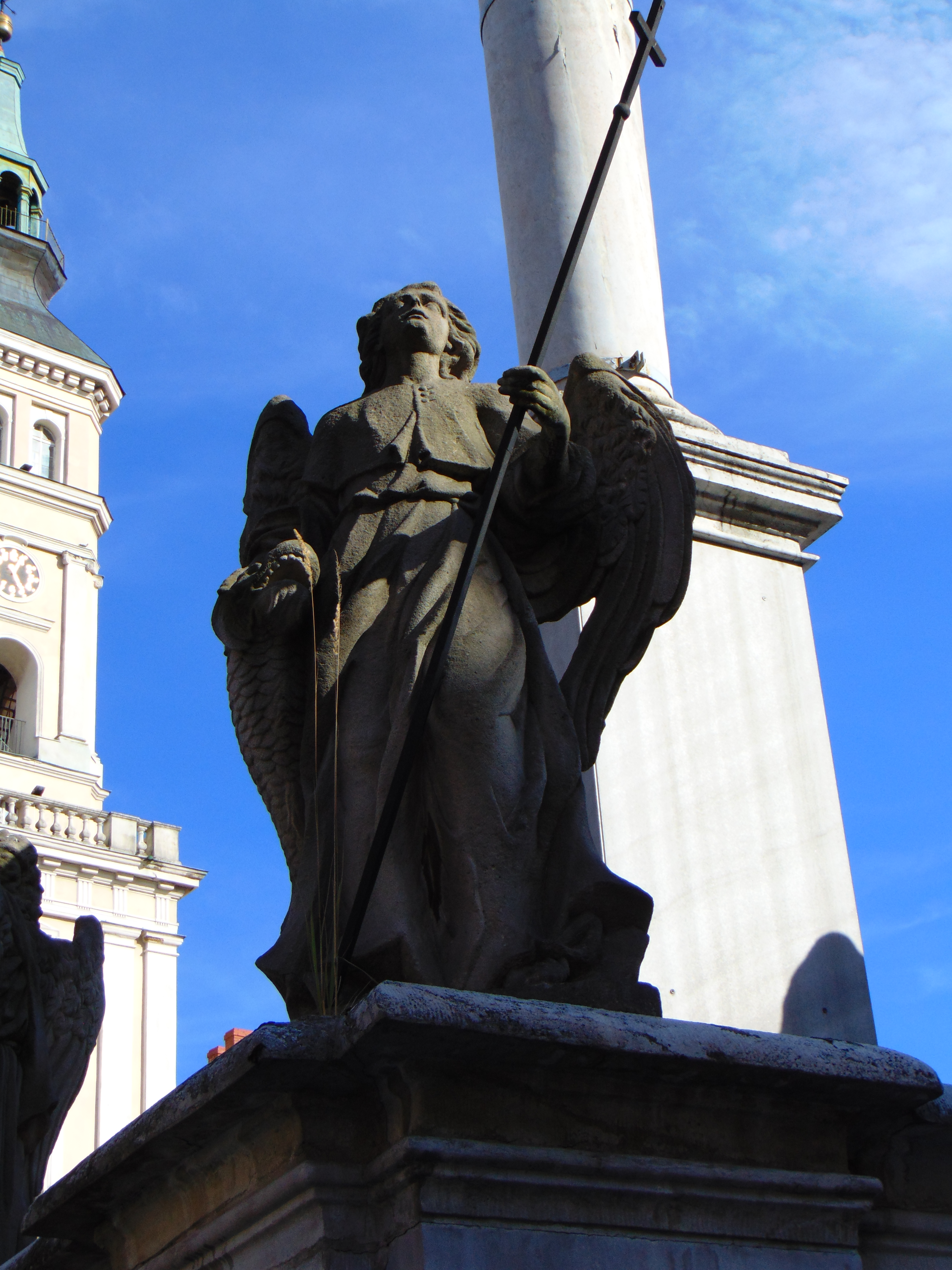
Figura Rafała Archanioła
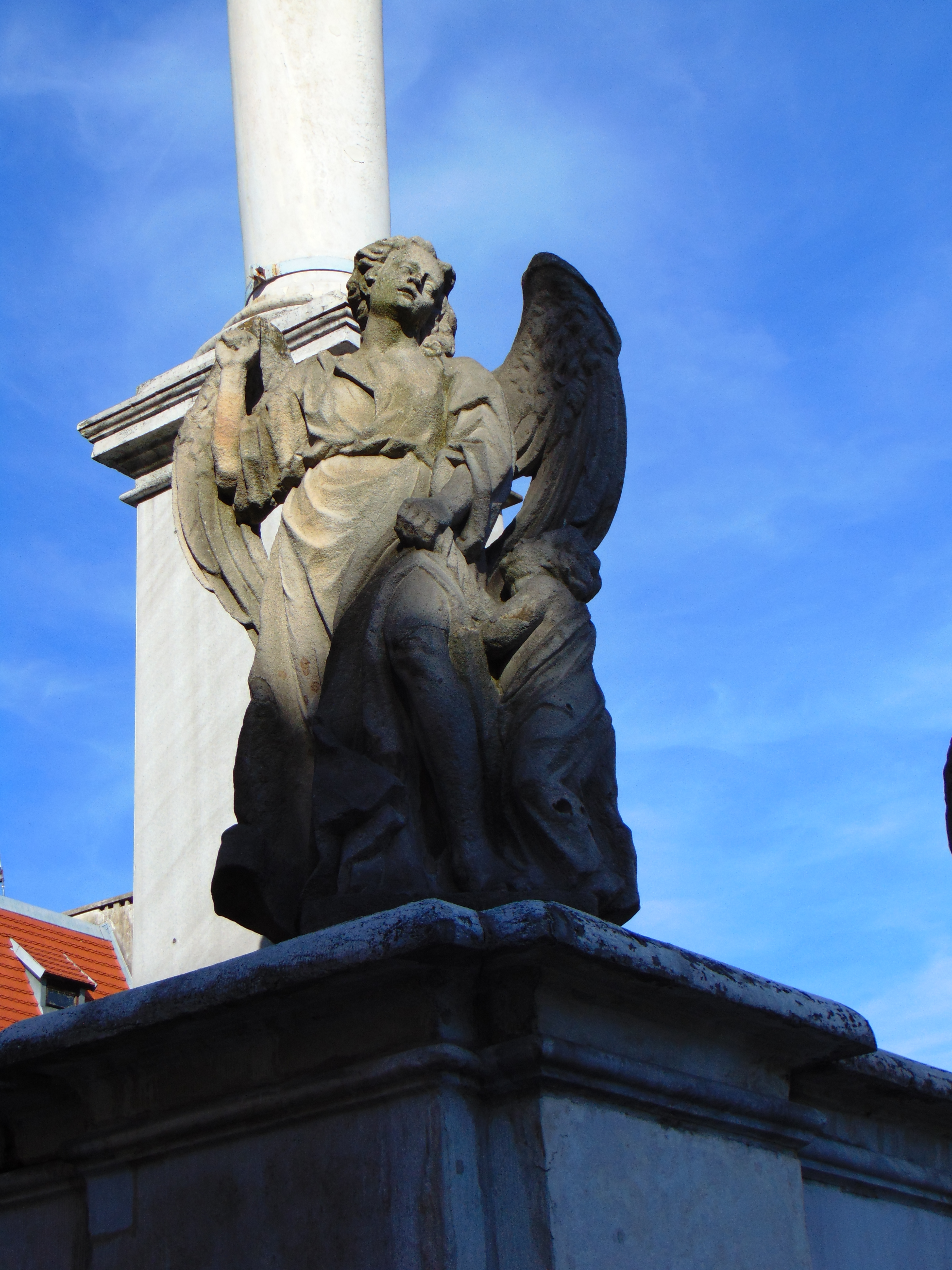
Figura Anioła Stróża
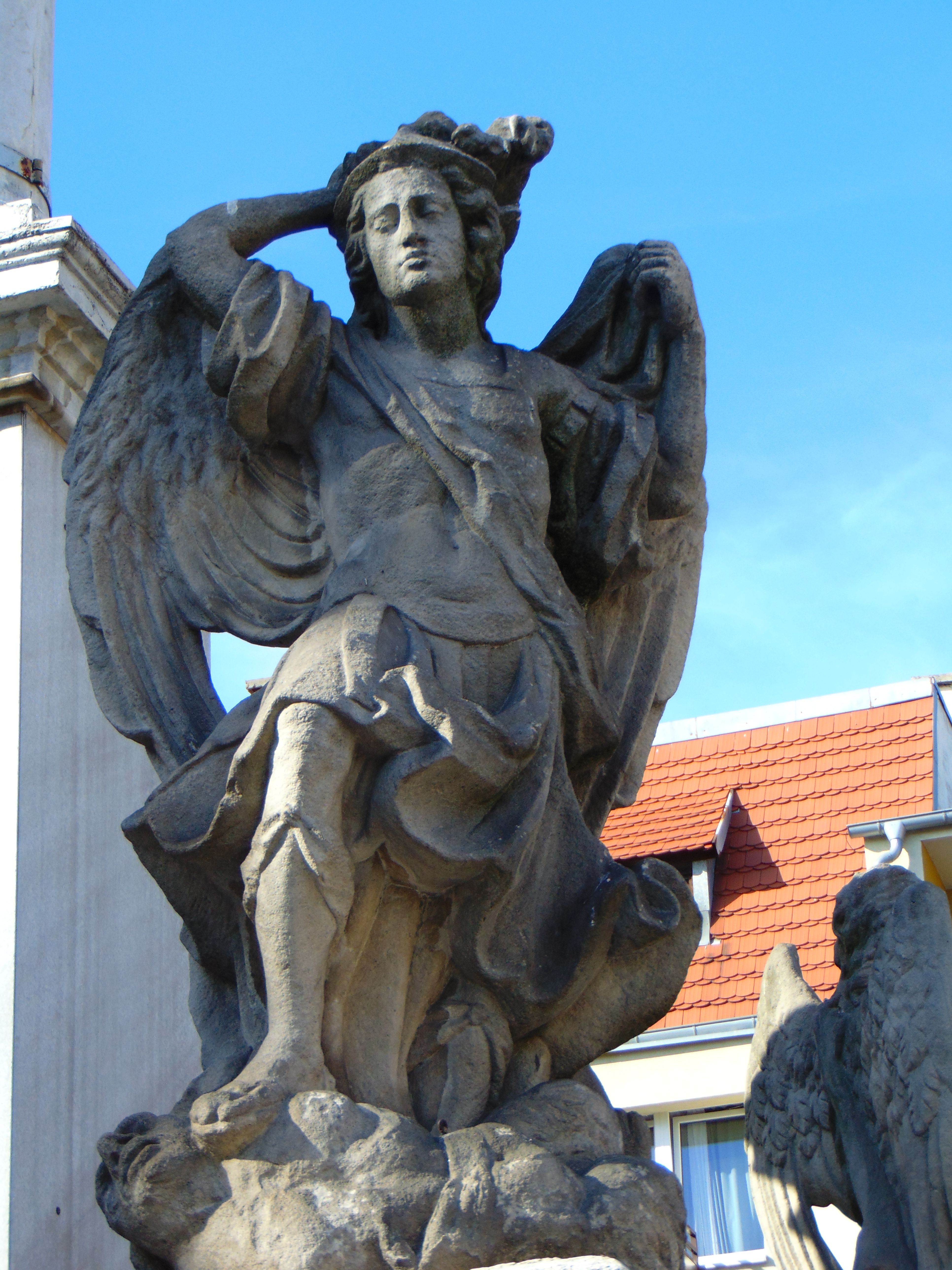
Figura Michała Archanioła
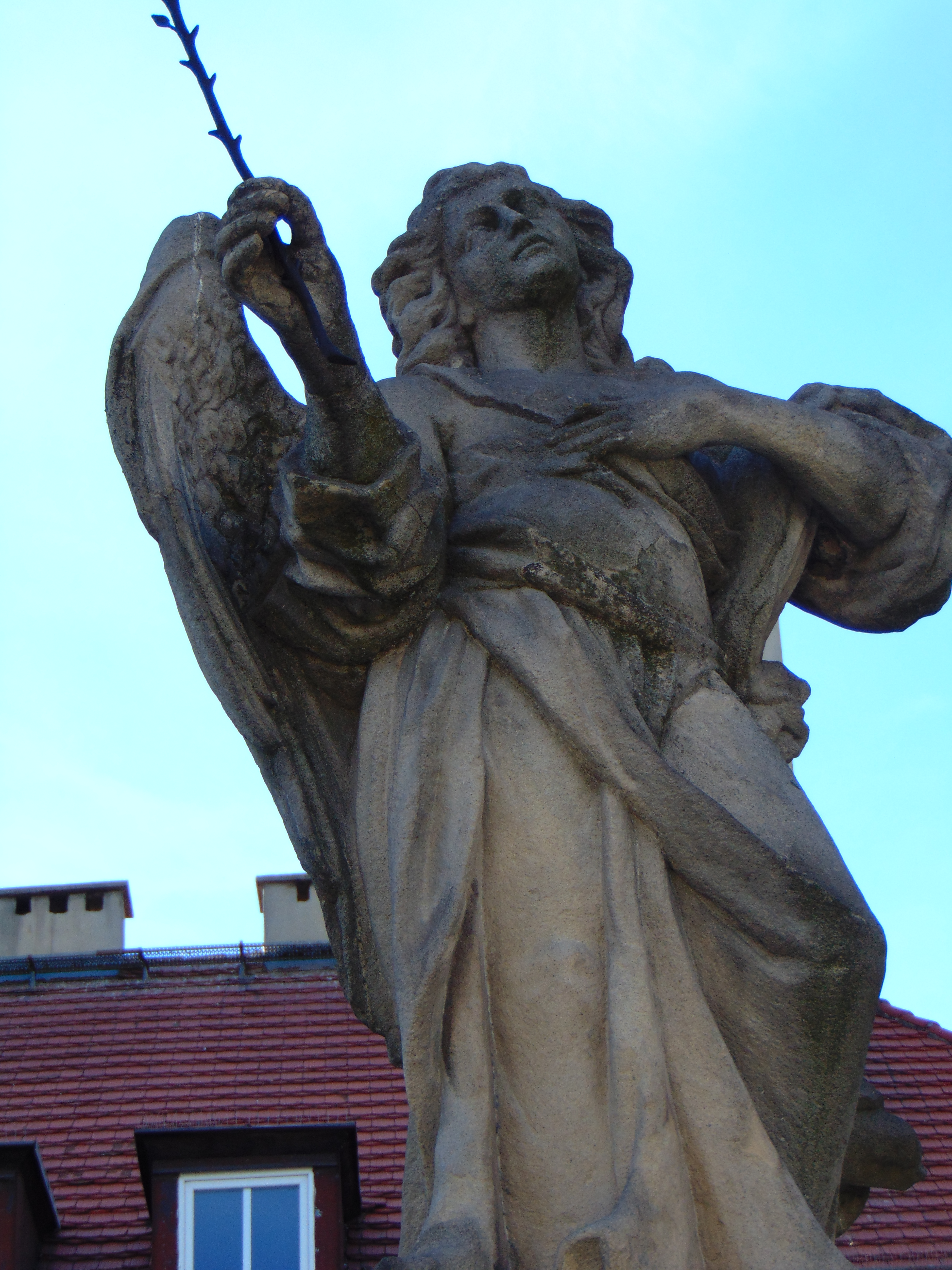
Figura Gabriela Archanioła